# Euphorbia tanaensis
Espèce
Classification phylogénétique
Statut de conservation UICN

 CR B2ab(iii); D : 
En danger critique
Statut CITES
Euphorbia tanaensis est une espèce de plantes à fleurs de la famille des Euphorbiaceae et du genre Euphorbia.
Endémique d'une unique localisation le long du fleuve Tana au Kenya, l'espèce est considérée comme en danger critique d'extinction par l'Union internationale pour la conservation de la nature qui l'a classée sur la liste des 100 espèces les plus menacées au monde établie en 2012.
C'est un arbre pouvant atteindre 30 m de hauteur.